# Liste de codes de polymères
La liste des codes des polymères (à ne pas confondre avec le code d'identification des résines pour leur tri et recyclage, norme DIN 6120) est établie à partir des codes des plastiques (thermoplastiques et thermodurcissables) selon la norme EN ISO 1043-1, des codes des caoutchoucs et latex selon la norme EN ISO 1629 et de la norme EN ISO 18064 pour les élastomères thermoplastiques (TPE).
Note : parmi les caoutchoucs listés ci-dessous, seul le « NR » est naturel. Voir aussi Polyisoprène et Caoutchouc synthétique.
| Liste de codes de polymères | |                                                                           |
| Code                        | Nom français, Noms commerciaux (Nom anglais)                                                                                            | Catégorie                                                                 |
| ABS                         | Acrylonitrile butadiène styrène (Acrylonitrile butadiene styrene)                                                                       | thermoplastique                                                           |
| ACM                         | Acrylates, caoutchouc acrylique (Acrylic rubber) poly alkyl (généralement éthyl-acrylate)                                               | caoutchouc très spécial                                                   |
| AMMA                        | Acrylonitrile méthacrylate de méthyle (Acrylonitrile methyl methacrylate)                                                               | thermoplastique                                                           |
| ASA                         | Acrylonitrile styrène acrylate (Acrylonitrile styrene acrylic ester)                                                                    | thermoplastique                                                           |
| AU                          | Polyesteruréthane, caoutchouc polyuréthane                                                                                              | caoutchouc très spécial                                                   |
| BR                          | Polybutadiène, Buna CB (Butadiene rubber)                                                                                               | caoutchouc à usage général                                                |
| CA                          | Acétate de cellulose (Cellulose acetate)                                                                                                | thermoplastique                                                           |
| CAB                         | Acétobutyrate de cellulose (Cellulose acetate butyrate)                                                                                 | thermoplastique                                                           |
| CAP                         | Acétopropionate de cellulose (Cellulose acetate propionate)                                                                             | thermoplastique                                                           |
| CM                          | Polyéthylène chloré, polychloroéthylène (Chlorinated polyethylene rubber)                                                               | caoutchouc spécial                                                        |
| CO                          | Polychlorométhyloxyrane, caoutchouc d'épichlorhydrine homopolymère (Epichlorohydrin rubber)                                             | caoutchouc très spécial                                                   |
| CR                          | Polychloroprène, Néoprène (Chloroprene rubber)                                                                                          | caoutchouc spécial                                                        |
| CSM                         | Polyéthylène chlorosulfoné, Hypalon (Chlorosulphonated polyethylene rubber)                                                             | caoutchouc spécial                                                        |
| DAP                         | Phtalate de diallyle (Diallyl phtalate)                                                                                                 |                                                                           |
| EAM                         | Copolymère éthylène-acrylate, Vamac (Ethylene-acrylate copolymer)                                                                       | caoutchouc spécial                                                        |
| ECO                         | Caoutchouc d'épichlorhydrine (copolymère) (Epichlorohydrin copolymer rubber)                                                            | caoutchouc très spécial                                                   |
| EP                          | Polyépoxyde, Araldite (Epoxy) | thermodurcissable                                                         |
| EPDM                        | Éthylène-propylène-diène monomère (terpolymère), Nordel (Ethylene-propylene-diene monomer rubber)                                       | élastomère                                                                |
| EPM                         | Copolymère éthylène-propylène (Ethylene-propylene copolymer)                                                                            | caoutchouc spécial                                                        |
| EPS                         | Polystyrène expansé (Expandable polystyrene)                                                                                            | thermoplastique de grande consommation                                    |
| ETFE                        | Éthylène tétrafluoroéthylène (Ethylene tetrafluoroethylene)                                                                             | thermoplastique                                                           |
| EU                          | Polyétheruréthane, caoutchouc polyuréthane                                                                                              | caoutchouc très spécial                                                   |
| EVA                         | Éthylène-acétate de vinyle, Levaprene (Ethylene-vinyl acetate)                                                                          | thermoplastique / caoutchouc très spécial                                 |
| EVAL, EVOH                  | Éthylène-alcool vinylique (Ethylene-vinyl alcohol)                                                                                      | thermoplastique                                                           |
| FEP                         | Perfluoro éthylène propylène, ex-PFEP (Fluorinated ethylene propylene)                                                                  | thermoplastique fluoré technique                                          |
| FKM, FPM                    | Fluoroélastomère, Viton, Kalrez, Fluorel, Chemraz (Fluorinated rubber)                                                                  | caoutchouc très spécial                                                   |
| HNBR                        | « Caoutchouc nitrile » hydrogéné, copolymère butadiène-acrylonitrile hydrogéné. Voir aussi NBR. (Hydrogenated nitrile butadiene rubber) | caoutchouc spécial                                                        |
| IIR                         | « Caoutchouc butyle » (copolymère isobutylène-isoprène), GRI. Voir aussi PIB. (Butyl rubber)                                            | caoutchouc spécial                                                        |
| IR                          | Polyisoprène synthétique, « caoutchouc naturel synthétique » (Isoprene rubber)                                                          | caoutchouc synthétique à usage général                                    |
| LCP                         | Polymère à cristaux liquides (Liquid crystal polymer)                                                                                   | polymère de hautes performances                                           |
| MBS                         | Méthylméthacrylate-butadiène-styrène (Methyl methacrylate-butadiene-styrene)                                                            | thermoplastique                                                           |
| MC                          | Méthylcellulose (Methyl cellulose) | thermoplastique                                                           |
| MF                          | Mélamine(-formaldéhyde) (aminoplaste), Formica (Melamine formaldehyde)                                                                  | thermodurcissable                                                         |
| MP                          | Mélamine-phénol (aminoplaste) (Melamine phenolic)                                                                                       | thermodurcissable                                                         |
| NBR                         | « Caoutchouc nitrile », copolymère butadiène-acrylonitrile, Perbunan, Buna-N. Voir aussi HNBR. (Nitrile butadiene rubber)               | caoutchouc spécial                                                        |
| NR                          | Caoutchouc naturel, polyisoprène naturel, obtenu à partir du latex d’hévéa (Natural rubber)                                             | caoutchouc naturel à usage général                                        |
| PA                          | Polyamide, nylon, Perlon (Polyamide) | thermoplastique                                                           |
| PAI                         | Polyamide-imide (Polyamide-imide) | thermoplastique                                                           |
| PAN                         | Polyacrylonitrile (Polyacrylonitrile)                                                                                                   | thermoplastique                                                           |
| PAR                         | Polyarylate (Polyarylate) |                                                                           |
| PB-1                        | Polybutène-1 (polyoléfine) (Polybutene-1)                                                                                               | thermoplastique                                                           |
| PBR                         | Caoutchouc butadiène-vinylpyridine (Polybutadiene-vinylpyridine rubber)                                                                 | caoutchouc spécial                                                        |
| PBT                         | Poly(téréphtalate de butylène) (polyester) (Polybutylene terephthalate)                                                                 | thermoplastique                                                           |
| PC                          | Polycarbonate, Lexan, Makrolon (Polycarbonate)                                                                                          | thermoplastique                                                           |
| PCTFE                       | Polychlorotrifluoroéthylène (Polychlorotrifluoroethylene)                                                                               | thermoplastique                                                           |
| PE                          | Polyéthylène (polyoléfine), Tupperware (Polyethylene)                                                                                   | thermoplastique de grande consommation                                    |
| PE-HD                       | Polyéthylène haute densité (polyoléfine) (High-density polyethylene)                                                                    | thermoplastique de grande consommation                                    |
| PE-LD                       | Polyéthylène basse densité (polyoléfine) (Low-density polyethylene)                                                                     | thermoplastique de grande consommation                                    |
| PE-LLD                      | Polyéthylène à basse densité linéaire (polyoléfine) (Linear low-density polyethylene)                                                   | thermoplastique de grande consommation                                    |
| PE-UHMW                     | Polyéthylène de masse molaire très élevée (polyoléfine) (Ultra-high-molecular-weight polyethylene)                                      | thermoplastique                                                           |
| PEBA                        | Copolymère bloc éther-amide (Polyether block amide)                                                                                     | élastomère thermoplastique                                                |
| PEC                         | Polyestercarbonate (Polyestercarbonate)                                                                                                 | thermoplastique                                                           |
| PEEK                        | Poly(éther-éther-cétone de phénylène) (Polyetheretherketone)                                                                            | thermoplastique de hautes performances                                    |
| PEI                         | Polyétherimide (Polyetherimide) | thermoplastique                                                           |
| PEK                         | Polyéthercétone (Polyetherketone) | thermoplastique                                                           |
| PEN                         | Poly(naphtalate d'éthylène) (polyester) (Polyethylene naphthalate)                                                                      | thermoplastique                                                           |
| PESU (ou PES)               | Polyéthersulfone (Polyethersulfone, Polyethersulfon (de))                                                                               | thermoplastique de hautes performances                                    |
| PET                         | Poly(téréphtalate d'éthylène), Tergal (Polyethylene terephthalate)                                                                      | thermoplastique                                                           |
| PF                          | Phénol-formaldéhyde (phénoplaste) (résine), Bakélite (Phenol formaldehyde resin)                                                        | thermodurcissable                                                         |
| PFA                         | Perfluoroalkoxy (Perfluoroalkoxy) | thermoplastique                                                           |
| PI                          | Polyimide (Polyimide) | thermoplastique ou thermodurcissable, polymère de hautes performances     |
| PIB                         | Polyisobutylène (homopolymère), Oppanol B, Vistanex. Voir aussi IIR. (Polyisobutylene)                                                  | caoutchouc spécial                                                        |
| PK                          | Polycétone (Polyketone) | thermoplastique                                                           |
| PMMA                        | Poly(méthacrylate de méthyle), Plexiglas (Poly(methyl methacrylate))                                                                    | thermoplastique                                                           |
| PMP                         | Polyméthylpentène (Polymethylpentene)                                                                                                   | thermoplastique                                                           |
| POM                         | Polyoxyméthylène, polyacétal (Polyoxymethylene) (polyacetal)                                                                            | thermoplastique                                                           |
| PP                          | Polypropylène (polyoléfine) (Polypropylene)                                                                                             | thermoplastique de grande consommation                                    |
| PPE                         | Polyphénylène éther. Voir aussi le mélange Noryl. (Polyphenyl ether)                                                                    | thermoplastique (souvent modifié par mélange)                             |
| PPO (ou PPE)                | Poly(oxyde de phénylène). Voir aussi Noryl. (Poly(p-phenylene oxide) ou poly(p-phenylene ether))                                        | thermoplastique de hautes performances (souvent modifié par mélange)      |
| PPOx                        | Poly(oxyde de propylène) (Polypropylene glycol ou polypropylene oxide)                                                                  | thermoplastique                                                           |
| PPS                         | Poly(sulfure de phénylène) (Poly(p-phenylene sulfide))                                                                                  | thermoplastique thermostable de hautes performances                       |
| PS                          | Polystyrène (Polystyrene) | thermoplastique de grande consommation                                    |
| PSU                         | Polysulfone (Polysulfone) | thermoplastique thermostable de hautes performances                       |
| PTFE                        | Polytétrafluoroéthylène, Téflon (Polytetrafluoroethylene)                                                                               | fluoropolymère thermostable de hautes performances                        |
| PUR                         | Polyuréthane, Lycra, Spandex (Polyurethane)                                                                                             | linéaire (thermoplastique) ; tridimensionnel (mousses souples ou rigides) |
| PVAC                        | Poly(acétate de vinyle) (Polyvinyl acetate)                                                                                             | thermoplastique                                                           |
| PVAL                        | Poly(alcool vinylique) (Polyvinyl alcohol)                                                                                              | thermoplastique                                                           |
| PVC                         | Poly(chlorure de vinyle) (Poly(vinyl chloride))                                                                                         | thermoplastique de grande consommation                                    |
| PVDF                        | Poly(fluorure de vinylidène) (Polyvinylidene fluoride)                                                                                  | thermoplastique fluoré technique                                          |
| PVF                         | Poly(fluorure de vinyle) (Polyvinyl fluoride)                                                                                           | thermoplastique                                                           |
| SAN                         | Styrène-acrylonitrile (Styrene-acrylonitrile)                                                                                           | thermoplastique                                                           |
| SBR                         | Copolymère styrène-butadiène, Buna-S, Buna VSL, Buna SE, GRS (Styrene-butadiene)                                                        | caoutchouc à usage général                                                |
| SI                          | Silicone (Silicone) | linéaire ou tridimensionnel                                               |
| SMA, SMAnh                  | Styrène anhydride maléique (Styrene maleic anhydride)                                                                                   | thermoplastique                                                           |
| TPE                         | Élastomère thermoplastique (Thermoplastic elastomer)                                                                                    | élastomère thermoplastique                                                |
| TPE-A                       | Élastomère thermoplastique base polyamide (Thermoplastic elastomer on polyamide basis)                                                  | élastomère thermoplastique                                                |
| TPE-E                       | Élastomère thermoplastique base polyester (Thermoplastic elastomer on polyester basis)                                                  | élastomère thermoplastique                                                |
| TPE-O                       | Élastomère thermoplastique base polyoléfine (Thermoplastic elastomer on polyolefine basis)                                              | élastomère thermoplastique                                                |
| TPE-S                       | Élastomère thermoplastique base styrène (Thermoplastic elastomer on styrene basis)                                                      | élastomère thermoplastique                                                |
| TPU                         | Polyuréthane thermoplastique (Thermoplastic elastomer on polyurethane basis)                                                            | élastomère thermoplastique                                                |
| UF                          | Urée-formaldéhyde (aminoplaste) (Urea-formaldehyde)                                                                                     | thermodurcissable                                                         |
| UP                          | Polyester insaturé (Unsaturated polyester)                                                                                              | thermodurcissable                                                         |
| VMQ                         | Vinylméthyl silicone (Vinylmethyl silicone)                                                                                             | caoutchouc très spécial                                                   |